# Max Emmerich
Max Philip Emmerich (Indianapolis, 1 juni 1879 - Indianapolis, 29 juni 1956) was een Amerikaans atleet.

## Loopbaan
Emmerich nam deel aan de Olympische Zomerspelen 1904 in het Amerikaanse Saint Louis. Hierbij nam Emmerich deel aan het turnen zonder hoge klasseringen. Emmerich won de gouden medaille in de driekamp van 100 yards, kogelstoten en verspringen. Dit onderdeel wordt door het IOC toegerekend aan de atletieksport, andere bronnen beschouwen de driekamp als een turnonderdeel omdat de meeste deelnemers turners waren.

## Belangrijkste prestaties

### Driekamp
| Jaar | Wedstrijd | Plaats | Punten |
| ---- | --------- | ------ | ------ |
| 1904 | OS        | Goud   | 35,7   |